# Thomas Wright Hill
Thomas Wright Hill (né à Kidderminster le 24 avril 1763 et mort à Tottenham le 13 juin 1851) était le fondateur d'une école et d'une société savante à Birmingham.

## Biographie
Il est crédité de l'invention du scrutin à vote unique transférable (STV) en 1821. Son fils, Rowland Hill, connu pour être l'auteur du système postal moderne, a présenté le STV en 1840 pour la première élection publique au monde, pour l'élection du conseil municipal de la ville australienne d'Adélaïde.
En 1821, il a proposé le principe de la représentation proportionnelle tel qu'il a été pratiquée officieusement dans son école.
En 1827, Thomas Wright Hill transfère son école de Bruce Castle dans l'autre école qu'il a créée à Londres, dans le quartier de Tottenham.